# 嵊山镇
嵊山镇是中华人民共和国浙江省舟山市嵊泗县下辖的一个镇。曾为嵊泗县和舟山渔场驻地。

## 地理
嵊山镇位于嵊泗县东部，境内的海礁（童岛）既是浙江省的最东端，也是中国大陆领海基点之一。全镇陆地总面积为7.13平方公里，海域面积广达2900平方公里。

## 人口
2000年人口普查时嵊山镇有人口10807人，壁下乡有739人，合计11546人，其中3/4为渔业人口。常年有流动人口2000人，多为到此地抲鱼停泊的苏浙闽沿海各省渔民。
2010年人口普查时总人口0.85万。

## 行政区划
2001年壁下乡撤消，并入嵊山镇。目前共设4个渔农村新型社区和7个行政村，即：
- 嵊山本岛：
  - 箱子岙社区。包括光明村（曾名箱子村）、解放村（曾名兴隆村）。位于镇区
  - 陈钱山社区。包括团结村（曾名箱子岙村）、民主村（曾名里百步村）。位于镇区
  - 泗洲塘社区。包括民富村（曾名泗洲塘村）、前卫村（曾名满嘴头村），民富村的主体位于镇区，另包括一自然村大玉湾和已经无人居住的废片村后头湾，前卫村位于满嘴头片村（包括南向、后岗和扫箕头3个自然村）。
- 外岛：
  - 壁下社区（壁下村），包括壁下山、大盘山、张其山等

## 经济
渔业是嵊山镇的传统产业，嵊山曾为舟山渔场场部所在地。嵊山渔港为舟山渔场的重要渔港，浙江省最大的鲜活海水产品出口基地，也是国家一级渔港和二类开放口岸。